# Big Soup
Albums de Luke Vibert
Drum 'n' Bass for Papa Tally Ho!
Big Soup est un album de musique électronique de Luke Vibert, sorti en 1997 sur le label Mo Wax.

## Liste des titres
| 1.    | Intro - Welcome         | 1:34 |
| 2.    | Rank Rink Ring          | 6:39 |
| 3.    | Voyage into the Unknown | 7:04 |
| 4.    | Fused into Music        | 6:05 |
| 5.    | No Turn Unstoned        | 8:27 |
| 6.    | Reality Check           | 6:03 |
| 7.    | M.A.R.S.                | 6:42 |
| 8.    | Stern Facials           | 7:47 |
| 9.    | Am I Still Dreaming?    | 5:32 |
| 10.   | 2001 Beats              | 6:03 |
| 11.   | Music Called Jazz       | 5:22 |
| 12.   | Space Race              | 7:20 |
| 13.   | So Long - Outro         | 1:37 |
| 76:21 |                         |      |